# 磐梯東都バス

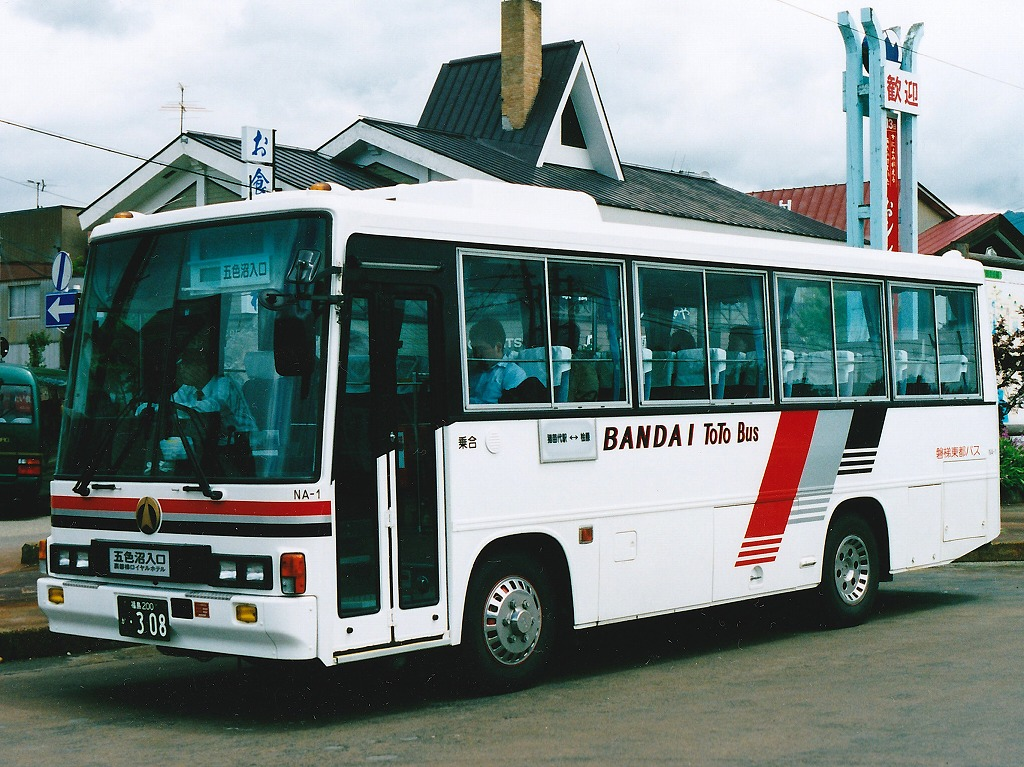
磐梯東都バスの路線バス車両

磐梯東都バス株式会社（ばんだいとうとバス）は、福島県で路線バス・貸切バスを運行していたバス会社（本社は東京都）。裏磐梯・猪苗代エリアで唯一のバス事業者となったが、利用者数の低迷などから2023年（令和5年）9月末でバス事業から撤退した。

## 概要
東都観光バスを母体に設立された東都自動車グループの一員。磐梯高原・猪苗代を中心に運行していたが、本社は東都観光バスと同じ東京都新宿区（2022年2月までは豊島区西池袋）に所在した。
通常、東都観光バスと同じ塗色の路線バスを使用したが、観光向け路線バスとして、ボンネットバス「森のくまさん号」も運行していた。
最初に開業した喜多方駅と裏磐梯高原を結ぶ路線は、会津乗合自動車（会津バス）の撤退表明を受けての新規参入であったが、翌年に運行を開始した猪苗代駅と裏磐梯高原を結ぶ路線は会津バスと競合する形となった。しかし2年後に会津バスは猪苗代営業所管内路線の大幅縮小を行い、猪苗代～北窪で競合するのみとなった。その後、会津バスは猪苗代営業所管内から全面撤退していた。しかし、磐梯東都バス株式会社が運行する「喜多方駅-アクティブリゾーツ裏磐梯」の乗合バスは2022年4月30日で運行を終了し、翌5月1日からは会津バスが運行する「喜多方-裏磐梯」「喜多方-大塩」間の乗合バスとなった。
利用者数の低迷などから2023年（令和5年）9月末でバス事業から撤退することになり、全4路線11系統の事業廃止を同年3月末に国土交通省東北運輸局に届け出た。同年7月、会津バスが10月1日から事業を引き継ぐことを発表した。運行ダイヤ・運賃に変更はなく、猪苗代町の営業所も引き継がれて会津バス猪苗代営業所として開設されている。
事業譲渡後、2023年10月7日付で磐梯東都バスの法人格は東都観光バスに合併し解散した。

## 沿革
- 2003年4月1日 - 東都観光バスを母体に設立、喜多方駅 - 五色沼入口開業。
- 2004年
  - 4月1日 - 猪苗代駅 - 桧原 - 道の駅裏磐梯、運行開始。
  - 7月3日 - 北塩原村からの委託により、桧原湖周遊バス（愛称:森のくまさん）の運行開始。
- 2006年10月1日 - 猪苗代駅 - 裏磐梯高原方面の全路線運行開始。
- 2008年4月29日 - 志田浜線猪苗代駅 - 志田浜運行開始。
- 2010年4月1日 - 志田浜線を上戸駅まで延長し上戸駅線に変更。磐梯町駅線慧日寺資料館 - 磐梯町駅運行開始。
- 2011年9月1日 - 会津バスの猪苗代管内の全路線廃止に伴い、当該路線を引き継ぐ[6]。
- 2022年3月1日 - 東京本社が豊島区西池袋から新宿区新宿へ移転[7]。
- 2023年
  - 9月30日 - 運行を終了し、路線バス事業から撤退[3]。
  - 10月7日 - 東都観光バスに合併し解散[5]。

## 事業拠点
- 猪苗代磐梯営業所：福島県耶麻郡猪苗代町千代田柳田63
- 磐梯営業所：福島県耶麻郡北塩原村下吉山ノ神
- 郡山営業所：福島県須賀川市今泉沢小屋（貸切バスのみ）
- 東京本社：東京都新宿区新宿2-3-15 大橋御苑ビル6F

なお、観光バスの一部は東都観光バスの各営業所に常駐し、それぞれの地域のナンバープレートを取得していた。

## 路線
- 上戸駅線
  - 猪苗代病院入口 - 猪苗代駅 - 堅田 - 志田浜 - 上戸浜 - 上戸駅
- 北窪・金の橋線
  - 北窪 - 猪苗代高校 - 猪苗代駅 - 堅田 - 野口記念館 - 長浜 - 金の橋
- 慧日寺線
  - 猪苗代病院入口 - 猪苗代駅 - 堅田 - 野口記念館 - 長浜 - 金の橋 - 会津レクリエーション公園 - 慧日寺資料館
- 磐梯町駅線
  - 慧日寺資料館 - 磐梯町駅
- 桧原線
  - 猪苗代駅 - 秋元湖入口 - 裏磐梯ロイヤルホテル - 五色沼入口 - 曽原湖 - 休暇村裏磐梯 - 桧原
- 休暇村線
  - 猪苗代駅 - 秋元湖入口 - 裏磐梯ロイヤルホテル - 五色沼入口 - 裏磐梯高原駅 - 新小野川湖入口 - 休暇村裏磐梯
- 千貫線
  - 千貫 - 秋元湖入口 - 猪苗代駅
- 磐梯桧原湖畔ホテル線
  - 猪苗代駅 - 秋元湖入口 - 裏磐梯ロイヤルホテル - 五色沼入口 - 裏磐梯高原駅 - 雄国沼登山道入口 - 道の駅裏磐梯 - 磐梯桧原湖畔ホテル
- 中ノ沢線
  - 猪苗代駅 - 樋ノ口 - 中ノ沢温泉 - 達沢
- 川桁駅線
  - 猪苗代駅 - 水沢 - 川桁駅

### 周遊レトロバス・森のくまさん
- 桧原湖周遊線

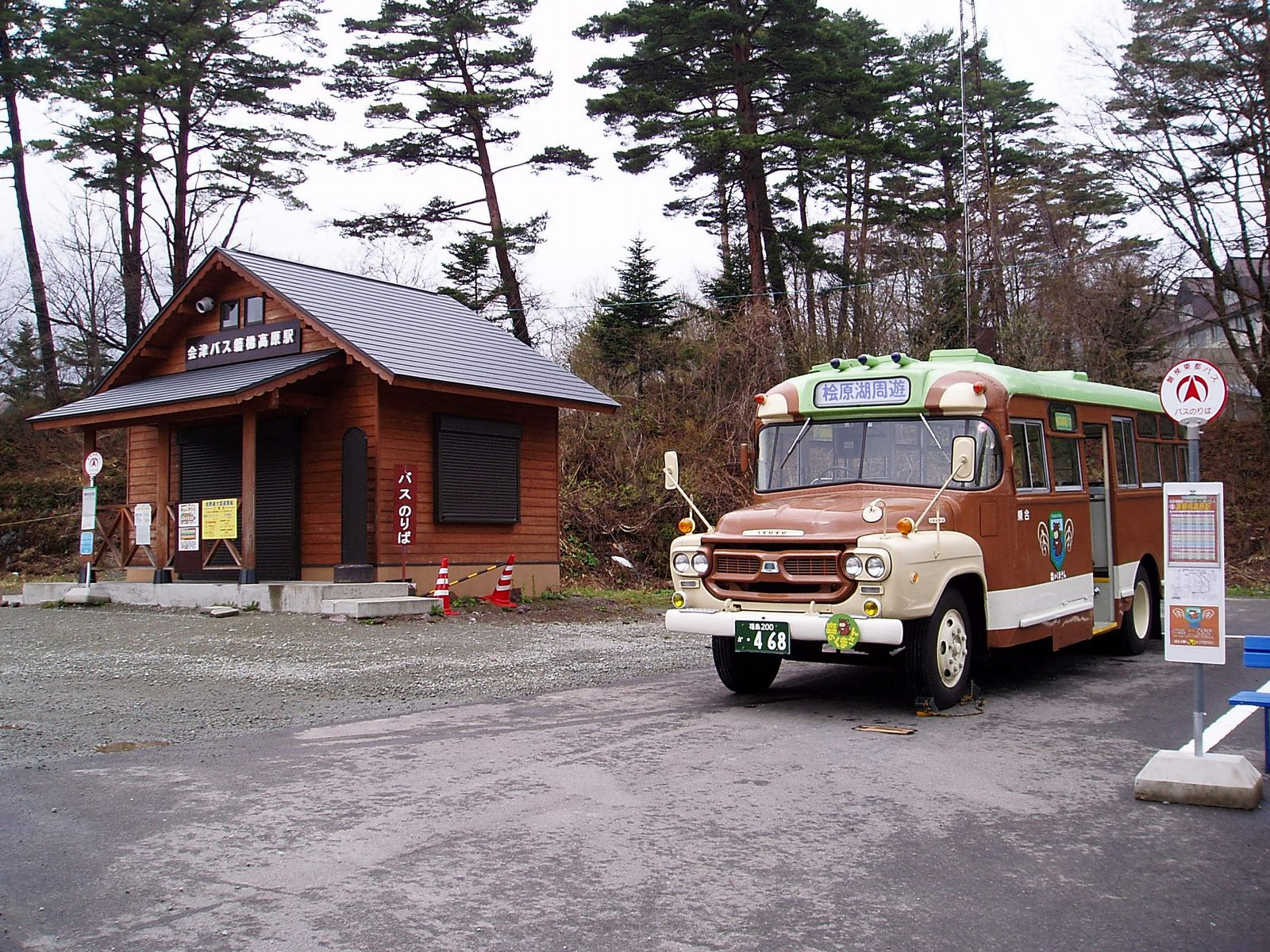
裏磐梯高原駅の駅舎とボンネットバス「森のくまさん号」

  - 裏磐梯高原駅 - 五色沼入口 - 裏磐梯ロイヤルホテル - 五色沼入口 - 曽原湖前 - 休暇村裏磐梯 - 桧原歴史館 - 桧原大橋 - 道の駅裏磐梯 - 雄国沼登山道入口 - 裏磐梯高原駅
- 裏磐梯高原線
  - 裏磐梯高原駅 - 五色沼入口 - 裏磐梯ロイヤルホテル - 五色沼入口 - 曽原湖前 - 休暇村裏磐梯 - 新小野川湖入口 - 裏磐梯高原駅

「裏磐梯高原駅」とは、かつて会津バスが国鉄との連絡運輸を実施していた頃に営業していたバス駅（会津バス当時の名称は「磐梯高原駅」で「裏」は無い）の名残であり、現在は券売機のある待合所で係員の配置はない。

## 廃止路線
事業撤退以前に廃止した路線。
喜多方線
- （猪苗代駅 - 秋元湖入口 - ）裏磐梯ロイヤルホテル - 五色沼入口 - 裏磐梯高原駅 - 雄国沼登山道入口 - 道の駅裏磐梯 - 大塩裏磐梯温泉 - 北塩原村役場 - 喜多方駅
  - 2022年4月30日 - 運行終了。以降は会津バスにより運行されている[8]。